# Вселуки
Вселуки — деревня в Пеновском муниципальном округе Тверской области.

## География
Деревня расположена на полуострове между озерами Пено и Вселуг в 11 км на север от посёлка Пено.

## История
В 1844 году в селе была построена каменная Богородицерождественская церковь с 3 престолами, метрические книги с 1800 года.
В конце XIX — начале XX века село входило в состав Заевской волости Осташковского уезда Тверской губернии.
С 1929 года деревня являлась центром Вселукского сельсовета Пеновского района Великолукского округа Западной области, с 1935 года — в составе Калининской области, с 1944 по 1957 год в составе Великолукской области, с 1994 года — в составе Заевского сельского округа, с 2005 года — в составе Заевского сельского поселения, с 2020 года — в составе Пеновского муниципального округа.

## Население
| 1859 | 2002 | 2010 |
| ---- | ---- | ---- |
| 120  | ↘19  | ↘14  |

## Достопримечательности
В селе расположена действующая Церковь Рождества Пресвятой Богородицы (1844).